# Цешикув
Цешикув (пол. Cieszyków) — село в Польщі, у гміні Щитники Каліського повіту Великопольського воєводства. Населення — 129 осіб (2011).
У 1975—1998 роках село належало до Каліського воєводства.

## Демографія
Демографічна структура станом на 31 березня 2011 року:
|          | Загалом | Допрацездатний вік | Працездатний вік | Постпрацездатний вік |
| -------- | ------- | ------------------ | ---------------- | -------------------- |
| Чоловіки | 63      | 13                 | 41               | 9                    |
| Жінки    | 66      | 18                 | 34               | 14                   |
| Разом    | 129     | 31                 | 75               | 23                   |